# Château de Pau
Château de Pau är ett slott i Pau i Frankrike.  Det var residens för hovet i kungadömet Navarra 1512-1589 och tillhörde sedan franska kungahuset till 1789. 